# 李汝璜
李汝璜（?—?），《鏡花緣》作者李汝珍之兄長。乾隆四十七年（1782年）任海州板浦（今江蘇灌雲縣板浦鎮）鹽課司大使，李汝珍隨兄移家至板浦，乾隆五十三年（1789年）聘請凌廷堪開館授課。嘉慶四年（1799年）卸任，仍居板浦。嘉慶八年癸亥（1803年）赴淮南草埝場。